# Jean Jacques Schilt
Pour les articles homonymes, voir Schilt.
Ne doit pas être confondu avec Jean-Jacques Schilt.
Jean Jacques Schilt, né le 13 mai 1761 à Bouquenom (Bas-Rhin), mort le 8 novembre 1842 à Ainhice-Mongelos (Pyrénées-Atlantiques), est un général français de la Révolution et de l’Empire.

## États de service
Il entre en service le 26 janvier 1779, comme volontaire au corps de Nassau-Siegen, et il est envoyé à l’armée des côtes de Bretagne. Il se trouve à l’attaque de l’île de Jersey, ainsi qu’à la défense de la baie de Cancale contre les Anglais. Il devient caporal le 19 février 1781, fourrier le 1er mai 1782, et sergent-major le 1er janvier 1787 dans les chasseurs Cantabres.
Il est nommé quartier-maître au 5e bataillon d’infanterie légère le 1er avril 1791, et capitaine le 6 novembre 1792. Il sert à l’armée des Pyrénées occidentales dès sa création le 30 avril 1793, et il passe chef de bataillon le 26 juillet 1793. Il se distingue lors de la guerre du Roussillon, à la vallée de Bastan, le 24 juillet 1794, ainsi qu’à la prise des lignes d’Irun, des forteresses de Fontarrabie et de Saint-Sébastien. 
Il est promu général de brigade le 10 octobre 1794, et il commande la 2e brigade de la 1re division du général Frégeville en mars 1795. Il participe à la prise des villes de Vitoria et Bilbao en juin 1795. Le 5 octobre 1795, il prend le commandement de la 3e brigade de la 3e division d’infanterie du général Willot à l’armée de l’Ouest. Le 2 septembre 1796, il est affecté dans la 13e division militaire.
Le 29 avril 1800, il rejoint la 1re division de réserve en Italie, puis le 14 mai suivant il est à la tête de la brigade d’infanterie de la division du général Monnier. Il se distingue lors du passage du Tessin le 31 mai 1800, à l’affaire de Turbigo et à la bataille de Marengo le 14 juin 1800. De 1801 à 1804, il est en garnison à Venise, et il est fait chevalier de la Légion d’honneur le 11 décembre 1803, puis commandeur de l’ordre le 14 juin 1804. Il passe ensuite dans la 8e division militaire avant de revenir à l’armée d’Italie le 23 septembre 1805. Le 18 octobre 1805, il commande la 4e brigade de la 5e division d’infanterie.
Le 1er avril 1809, il est appelé au commandement de la 2e brigade de la 1re division d’infanterie, puis le 10 avril il commande Palmanova. À la liberation de Palmanova le 12 mai, il s’empare de Trieste où il trouve une grande quantité d’armes et de provisions de guerre. Le 26 juillet 1811, il commande temporairement la 3e division militaire à Mantoue, et le 28 mars 1812, il est à la tête de la 1re brigade de la 1re division d’infanterie du 4e corps d’armée qui est resté en Italie. Il est créé baron de l’Empire le 2 avril 1812. 
Rentré en France, il est mis en non activité en mai 1814, et il est admis à la retraite le 18 octobre 1815. Il meurt le 8 novembre 1842, à Ainhice-Mongelos.

## Dotation
- Le 15 août 1809, donataire d’une rente de 4 000 francs sur Rome.
- Le 15 août 1810, donataire d’une rente de 4 000 francs en Hanovre.

## Armoiries
| Figure | Nom du baron et blasonnement |
| ------ | --- |
|        | Armes du baron Jean Jacques Schilt et de l'Empire, décret du 15 août 1809, lettres patentes du 2 avril 1812, commandeur de la Légion d'honneur Coupé, au premier parti, à dextre palé d'azur et d'or de six pièces ; à sénestre des barons tirés de l'armée ; au deuxième d'azur à la grenade enflammée d'or, surmontée de deux molettes du même - Livrées : les couleurs de l'écu. |

## Sources
- (en) « Generals Who Served in the French Army during the Period 1789 - 1814: Eberle to Exelmans »
- Thierry Pouliquen, « Les généraux français et étrangers ayant servis [sic] dans la Grande Armée » (consulté le 19 janvier 2015)
- « La noblesse d’Empire » (consulté le 19 janvier 2015)
- « Cote LH/2480/7 », base Léonore, ministère français de la Culture
- Vicomte Révérend, Armorial du premier empire, tome 4, Honoré Champion, libraire, Paris, 1897, p. 224.
- A. Lievyns, Jean Maurice Verdot, Pierre Bégat, Fastes de la Légion-d'honneur, biographie de tous les décorés accompagnée de l'histoire législative et réglementaire de l'ordre, Bureau de l’administration, janvier 1844, 529 p. (lire en ligne), p. 484.
- Antoine Jay, Etienne de Jouy et Jacques Marquet de Norvins, Biographie nouvelle des contemporains ou dictionnaire historique et raisonné de tous les hommes qui, depuis la Révolution française ont acquis de la célébrité par leurs actions…, tome 18, Paris, librairie historique, janvier 1825, 496 p. (lire en ligne), p. 446.
- Georges Six, Dictionnaire biographique des généraux & amiraux français de la Révolution et de l'Empire (1792-1814), Paris : Librairie G. Saffroy, 1934, 2 vol., p. 434